# Arabidopsis pedemontana
Arabidopsis pedemontana är en korsblommig växtart som först beskrevs av Pierre Edmond Boissier, och fick sitt nu gällande namn av O'kane och Al-shehbaz. Arabidopsis pedemontana ingår i släktet backtravar, och familjen korsblommiga växter. Inga underarter finns listade i Catalogue of Life.